# (9862) 1991 RA6
A (9862) 1991 RA6 a Naprendszer kisbolygóövében található aszteroida. Henry Holt fedezte fel 1991. szeptember 13-án.